# الترجمة الكاذبة

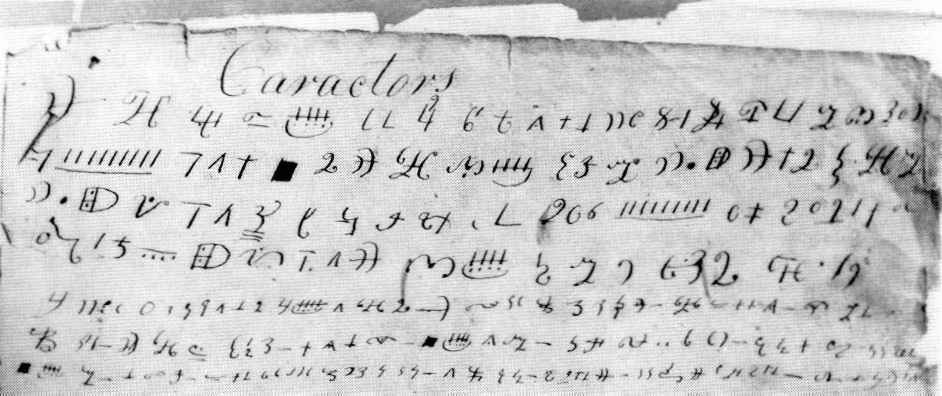
عينة من الشخصيات "المصرية الإصلاحية" التي قال جوزيف سميث إنه ترجم منها كتاب مورمون.

الترجمة الكاذبة أو الزائفة في مجال الأدب، تعرف على أنها نص مكتوب ليظهر كما لو كان مترجمًا من لغة أجنبية، على الرغم من انعدام أصل تلك اللغة الأجنبية.

## تاريخ
بدأت ممارسة كتابة الأعمال التي زعمت زورًا أنها ترجمات في العصور الوسطى بنوع أدبي وهو الرومانسية الفروسية. وكان شائعًا في إسبانيا في القرن السادس عشر، حيث استفاد عمل باسم Amadís de Gaula والعديد من الأعمال المنحدرة منه من اختراع الطباعة لتقديم خيالات السفر والحرب والحب للشباب الأثرياء.  وقد تمت ترجمة أنجح الأعمال الإسبانية بسرعة إلى جميع اللغات الرئيسة في أوروبا الغربية. كتب ميغيل دي سيرفانتس روايته دون كيشوت  في عام 1605 لإنهاء تلك الترجمات (وقد نجح في ذلك) لاعتقاده أن التاريخ الزائف يلحق الضرر بالمجتمع ، الأمر الذي توضحه إحدى شخصياته في الفصل 49.
أعاد الباحث الإسرائيلي جدعون توري ابتكار مفهوم الترجمة الكاذبة في دراسات الترجمة الوصفية وما بعدها (1995). وتسمح هذه التقنية للمؤلفين بتزويد معرفة أوسع لثقافة بيئة العمل من خلال الافتراض المسبق بجهل القارئ بالبيئة الثقافية المحيطة بالعمل ، مما يقدم للعمل آفاقا جمهورية أوسع على مستوى العالم.
تتضمن كتابة الترجمة الزائفة عادة استخدام ميزات تشير للقارئ إلى أن النص أمامه هو ترجمة. وقد زعم بعض المترجمين أن الترجمة الزائفة قد تكون طريقة لنشر أدب  نقدي أو مختلف من الناحية الأسلوبية. "  كما لاحظ الباحثون مثل جدعون توري أن القراء يكونون أكثر ميلًا لقبول النصوص التي تختلف عما هو سائد إذا كانت تلك النصوص بعيدة ثقافيًا.
يمكن اعتبار العديد من أعمال الخيال العلمي والخيال (الفنتازيا)  ترجمات زائفة من لغات غير موجودة. حيث تدعي رواية الكاتب الإنجليزي JRR Tolkien  الشهيرة The Lord of the Rings صراحة أنها مترجمة من اللغات القديمة لميدل ايرث (بالعربية: الأرض الوسطى)، بينما يدعي جين وولف، في خاتمة مجلده الأول، أن سلسلة كتاب الشمس الجديدة قد تمت ترجمتها "من لغة لم تحقق وجودها بعد".

## أمثلة
- تاريخ ملوك بريطانيا (c 1136) ، بقلم جيفري مونماوث
- دون كيشوت (1605) ، بقلم ميغيل دي سيرفانتس
- رسائل فارسية (1721) ، مونتسكيو
- كليفلاند (1731) ، بقلم أبي بريفوست
- كانديد (1759) ، بقلم فولتير
- أعمال أوسيان (1765) لجيمس ماكفيرسون
- La Guzla ، ou Choix de Poesies Illyriques recueillies dans la Dalmatie، la Croatia et l'Herzegowine (1827) ، بقلم بروسبر ميريميه
- لو ليفر دي جادي (1867) ، بقلم جوديث جوتييه
- قصيدة الحاج عبد اليزدي (1880) بقلم ريتشارد فرانسيس بيرتون
- أغاني بيليتس (1894) ، بقلم بيير لويس
- الرجل الذي أحصى (1938) ، بقلم جوليو سيزار دي ميلو إي سوزا
- La Fille d'un héros de l'Union soviétique (1990) ، بقلم أندريه ماكين
- بيجين الاحتمالات (2009) ، بقلم جوناثان تل
- أنا الصين (2014) ، بقلم Xiaolu Guo
- Samen zullen we slapen for het sterven (2015) ، بقلم بافو دوج
- P. ميل. (2017) ، بقلم جاكوب أيزنمان
- العودة دائمًا إلى المنزل (1985) ، بقلم أورسولا كروبر لو جوين

## أنظر أيضا
- ترجمة